# Guards Cemetery, Windy Corner
Guards Cemetery, Windy Corner is een Britse militaire begraafplaats met gesneuvelden uit de Eerste Wereldoorlog, gelegen in de Franse gemeente Cuinchy (departement Pas-de-Calais). De begraafplaats werd ontworpen door Charles Holden en ligt aan de Rue Marcelin Berthelot op ruim 1 km ten noorden van het centrum (Église Saint-Pierre). Ze heeft een nagenoeg rechthoekig grondplan met een oppervlakte van ruim 1 ha en wordt omgeven door een natuurstenen muur. De toegang is een metalen hekje in een naar binnen gebogen halfronde witte stenen muur. Het Cross of Sacrifice staat centraal achteraan tegen de noordelijke muur en centraal tegen de oostelijke muur staat de Stone of Remembrance. 
De begraafplaats wordt onderhouden door de Commonwealth War Graves Commission.
Op het grondgebied van de gemeente ligt ook de Woburn Abbey Cemetery en in de gemeentelijke begraafplaats liggen Britse gesneuvelden die bij de CWGC geregistreerd staan onder Cuinchy Communal Cemetery.

## Geschiedenis
Iets ten westen van het kruispunt dat bij het leger bekend stond als Windy Corner, werd een huis als bataljonshoofdkwartier en hulppost gebruikt. De begraafplaats werd naast dit huis gestart door de 2nd Division in januari 1915 en in februari verder uitgebreid door de 4th (Guards) Brigade. In mei 1916 werd de begraafplaats gesloten toen er 681 doden geborgen waren die nu in de perken I, II en de rijen A tot S in perk III liggen. Na de wapenstilstand werden nog meer dan 2.700 graven toegevoegd vanuit de naburige slagvelden - met name de slagvelden rond Neuve-Chapelle, Aubers en Festubert - en van enkele kleinere begraafplaatsen: Baluchi Road Cemetery in Neuve-Chapelle, Edward Road Cemetery No 3 in Richebourg-l’Avoué, Indian Village North Cemetery in Festubert, Lorgies Communal Cemetery en Pont-Fixe South Cemetery in Cuinchy.
Onder de geïdentificeerde doden zijn er 1.216 Britten, 31 Canadezen en 4 Indiërs. Voor 36 slachtoffers werden Special Memorials opgericht omdat zij niet meer gelokaliseerd konden worden en men neemt aan de ze zich onder naamloze grafzerken bevinden. Zes anderen worden eveneens met Special Memorials herdacht omdat zij oorspronkelijk in Indian Village North Cemetery begraven waren, maar hun graven werden door granaatvuur vernietigd en niet meer teruggevonden. Vijf Indische soldaten die hier begraven waren werden later gecremeerd in overeenstemming met de vereisten van hun geloof.

## Graven

### Onderscheiden militairen
- John Mackenzie, majoor bij het Bedfordshire Regiment werd onderscheiden met het Victoria Cross (VC).
- John Frederick Hepburn-Stuart-Forbes-Trefusis, brigade-generaal bij de General Staff en George Julian Ryan, luitenant-kolonel bij de Royal Munster Fusiliers werden onderscheiden met de Distinguished Service Order (DSO).
- Alan Moray Brown, kapitein bij de 47th Sikhs, Michael Meade, kapitein bij de The King's (Liverpool Regiment), George Clague, onderluitenant bij de Highland Light Infantry en John Brown Savage, onderluitenant bij de Royal Welsh Fusiliers werden onderscheiden met het Military Cross (MC).
- de compagnie sergeant-majoors Tom Hudson en Charles A. Murray, sergeant T. Toner, de korporaals E.D. Stock, C.T. Hendley, W. Watkins, W. Thomas en William Bartlett werden onderscheiden met de Distinguished Conduct Medal (DCM).
- de onderluitenants Walter Balmain en Andrew Glencross en de korporaal J.E. Smalley ontvingen de Military Medal (MM).

### Minderjarige militairen
- onderluitenant Edward Charles Morgan, korporaal Ernest F. Taylor, schutter Sidney G. Butters en de soldaten D. Wade en Leonard F. Instone waren slechts 17 jaar toen ze sneuvelden.

### Aliassen
- sergeant Alexander Mackenzie diende onder het alias J. Gray bij de Seaforth Highlanders.
- sergeant Robert J. Rix diende onder het alias W. Foster bij de The King's (Liverpool Regiment).
- soldaat H. McVeagh diende onder het alias H. Joseph bij de Seaforth Highlanders.
- soldaat Edwin Wickens diende onder het alias D. Mitchell bij het Royal Berkshire Regiment.